# توم كوندون
توم كوندون (بالإنجليزية: Tom Condon)‏ هو لاعب كرة قدم أمريكية أمريكي، ولد في 26 أكتوبر 1952 في دربي في الولايات المتحدة.

## وصلات خارجية
- توم كوندون على موقع مرجع كرة القدم المحترفة.كوم (الإنجليزية)